# Verl
Verl is een stad in de Duitse deelstaat Noordrijn-Westfalen in de Kreis Gütersloh. De stad telt 25.382 inwoners (31 december 2020) op een oppervlakte van 71,36 km². 

## Afbeeldingen

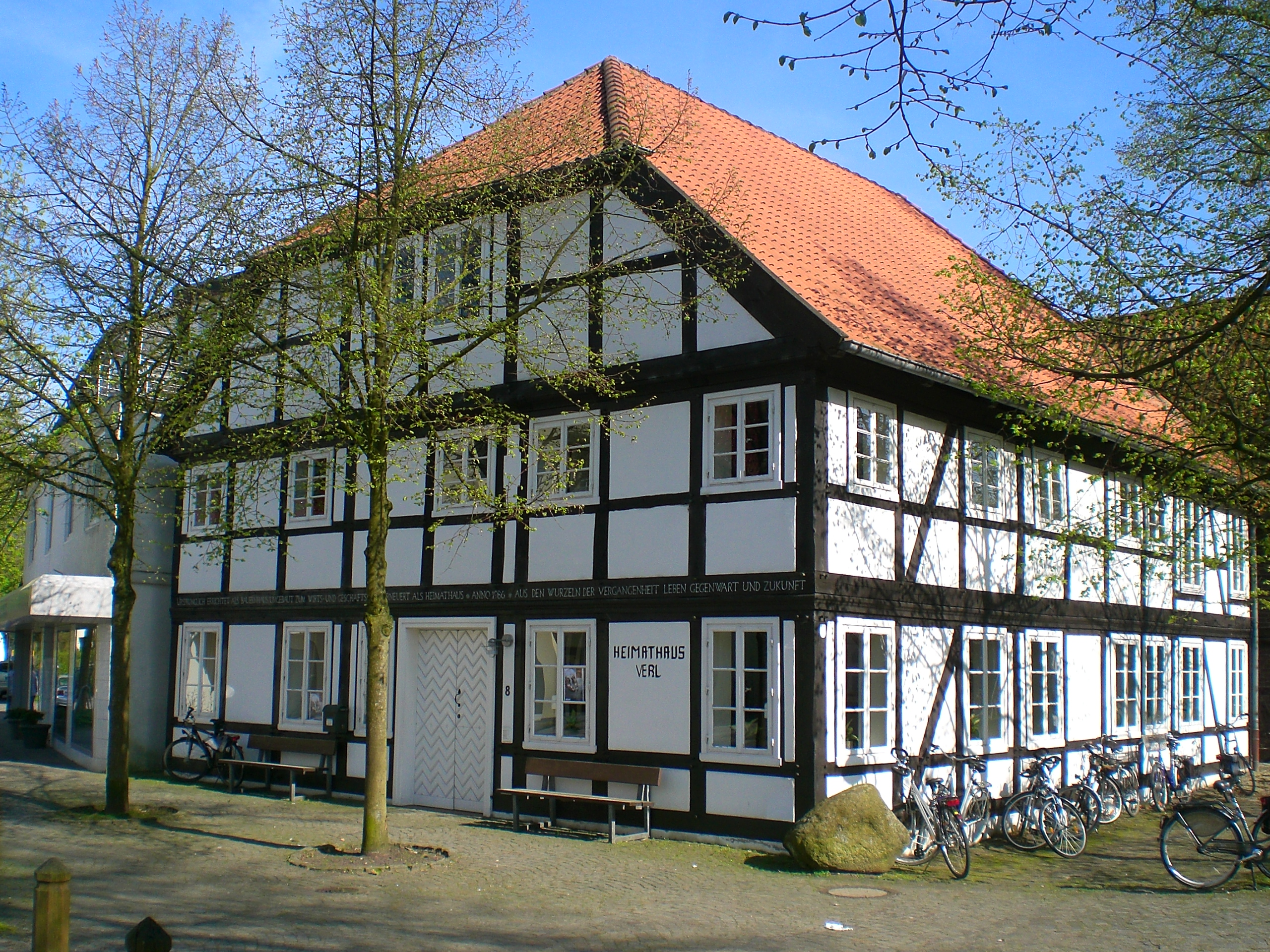
Heimatmuseum
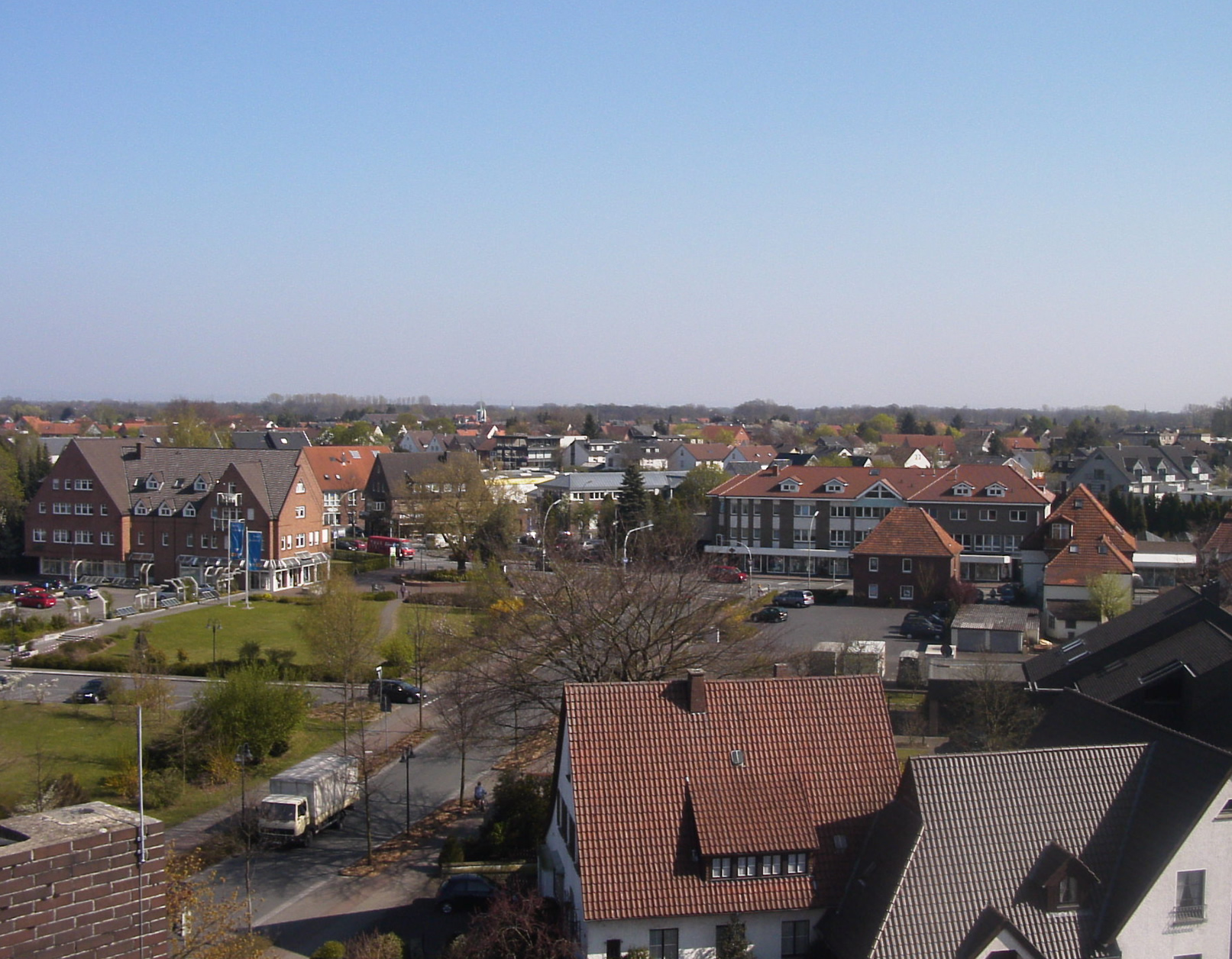
Gezicht op Verl
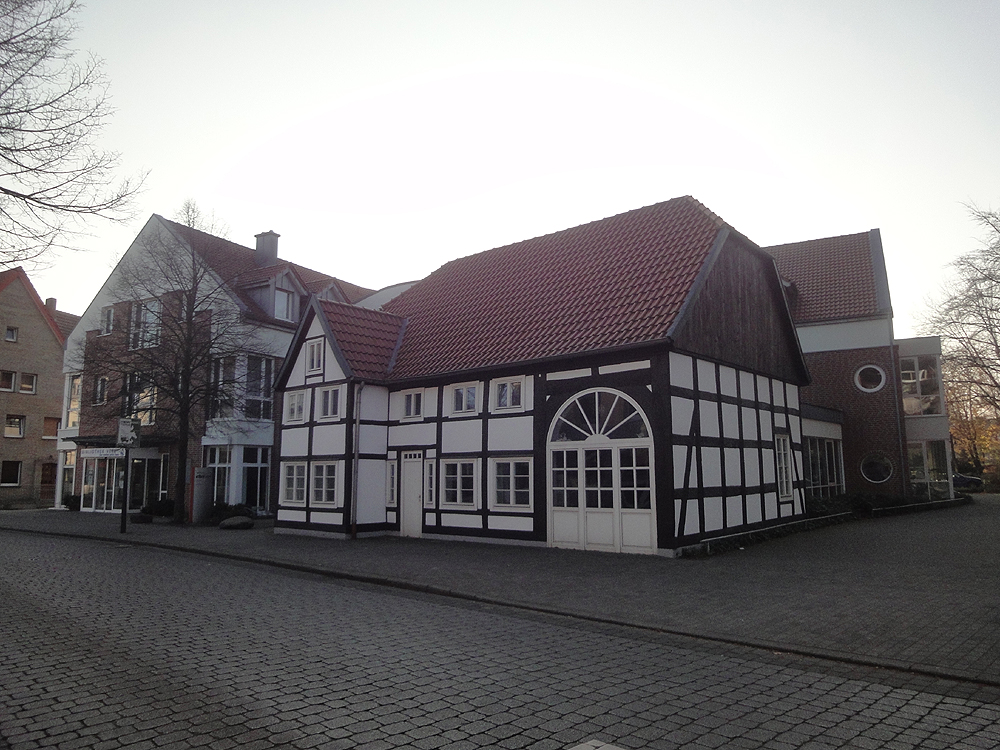
Bibliotheek
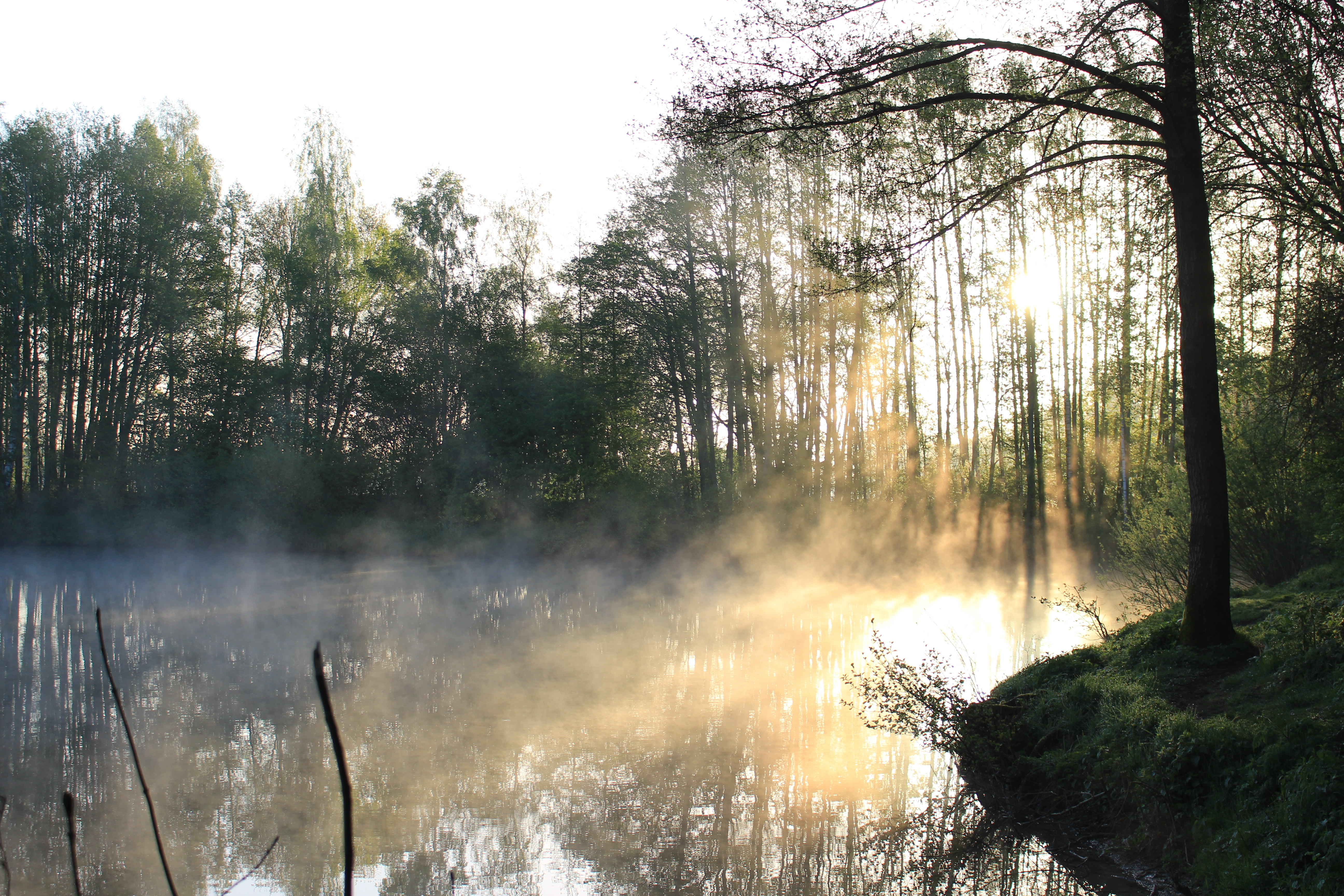
Verler See

Borgholzhausen · Gütersloh · Halle · Harsewinkel · Herzebrock-Clarholz · Langenberg · Rheda-Wiedenbrück · Rietberg · Schloß Holte-Stukenbrock · Steinhagen · Verl · Versmold · Werther